# Acidosasa lingchuanensis
Acidosasa lingchuanensis là một loài thực vật có hoa trong họ Hòa thảo. Loài này được (C.D.Chu & C.S.Chao) Q.Z.Xie & X.Y.Chen mô tả khoa học đầu tiên năm 1993.